# Gastonia sechellarum
Gastonia sechellarum là một loài thực vật có hoa trong Họ Cuồng cuồng. Loài này được (Baker) Harms mô tả khoa học đầu tiên năm 1894.